# Вертеброневрология
Вертеброневрология — по определению профессора Я. Ю. Попелянского, это «наука о клинических проявлениях функциональных и органических поражений периферических и центральных отделов нервной системы при заболеваниях позвоночника или других структур опорно-двигательного аппарата». Предельно упрощая, подразумевается причинно-следственная связь патологии позвоночника и неврологической симптоматики.
По мнению И. Р. Шмидт, вертеброневрология имеет взаимосвязи со многими разделами медицины: ортопедией, неврологией, мануальной медициной, соматоневрологией, психосоматоневрологией, реабилитацией (восстановительной медициной), профилактикой. Однако каждый из этих разделов сохраняет свою самостоятельность.

## История развития направления
В середине 50-х годов молодой кандидат наук Я. Ю. Попелянский обратил внимание на связь радикулярных синдромов с патологией в различных отделах позвоночника. В течение нескольких лет он фиксировал наблюдения, исследовал и систематизировал материал, подключая к работе рентгенологов, ортопедов, хирургов-травматологов и спортивных врачей. После активной организационной работы и проведения симпозиумов в Новокузнецке, а также, защиты докторской диссертации и издания монографий по соответствующей теме, Попелянскому удалось в 1967 году создать школу вертеброневрологии в Казани.
Как самостоятельная дисциплина вертеброневрология начала формироваться на стыке неврологии, ортопедии и нейрохирургии, когда была установлена ведущая роль дистрофических изменений в ПДС при развитии патологии периферической нервной системы, и стали широко применяться хирургические методы лечения этой патологии.
За короткий период сформировался новый подход к решению проблем патологии позвоночника. В частности, в Казани впервые были исследованы и описаны рефлекторные тонические синдромы мышц нижней косой, грушевидной (включая подгрушевидный синдром перемежающейся хромоты), камбаловидной и трёхглавой мышц голени, ряда мышц поясницы и стопы и их связь с проблемами позвоночника. Были проведены многочисленные исследования, касающиеся этиологии, патогенеза, клинической характеристики неврологических синдромов остеохондроза, предложены разнообразные схемы лечения.
В Казанском, Новокузнецком, Запорожском и Харьковском институтах усовершенствования врачей проводились специализированные курсы усовершенствования.
Результаты проведённой деятельности позволили создать в 1978 г. по приказу министра здравоохранения СССР Всероссийский центр по изучению вертеброневрологических заболеваний под руководством Я. Ю. Попелянского.
Профессор Я. Ю. Попелянский всю жизнь придерживался мнения, что причиной вертеброневрологических расстройств является остеохондроз. Вместе с тем, объяснить механизмы развития вторичных неврологических расстройств с позиций остеохондроза не удавалось. Термин «остеохондроз» был предложен в 1933 г. немецким ортопедом Хильдебрандтом (Hildebrandt) для суммарного обозначения инволюционных процессов в тканях опорно-двигательного аппарата и, следовательно, в тканях позвоночного столба. В зарубежной практике термин «остеохондроз» не используется.
Отсутствие параллелизма между степенью выраженности клинических проявлений и рентгенологическими изменениями при дистрофических поражениях позвоночника явились первой и ключевой проблемой вертеброневрологии, которая впервые была сформулирована В. П. Веселовским.

## Проблемы вертеброневрологии
Как научное направление вертобоневрология со временем была подвергнута критике. В частности указывались внешние несоответствия практики и теоретической базы. Так опровергался тезис об остеохондрозе как нозологической единице. Отвергалась связь периферических проявлений и позвоночника. Терминология требовала дополнительных пояснений. К настоящему времени сохраняется дискуссия по поводу кризиса в вертеброневрологии.

## Решение проблемных вопросов в вертеброневрологии
В 80-х годах прошлого столетия было проведены исследования, которые решили ряд ключевых «кризисных» вопросов в вертеброневрологии.
В 1978 году одновременно со Всероссийским центром по изучению вертеброневрологических заболеваний, в г. Киеве (Украина) при Киевском медицинском институте им.акад. А. А. Богомольца была создана первая в СССР Научно-исследовательская лаборатория проблем остеохондроза позвоночного столба. Основатель лаборатории — доктор нейрохирург Сувак Виталий Викторович (1951—1993), который в совершенстве владел мануальной терапией и придерживался биомеханической концепции формирования вертеброневрологической патологии. В 80-х годах прошлого столетия на базе лаборатории проблем остеохондроза украинским учёным В. В. Гонгальским (Киев) были проведены фундаментальные исследования по изучению механизмов формирования вертеброневрологической патологии. На основании серии клинико-экспериментальных исследований, была доказана биомеханическая природа большинства вертеброневрологических расстройств. Было доказано, что восстановление биомеханики позвоночного сегмента методами мануальной медицины ведёт к регрессу некоторых видов неврологической патологии. Исследования также помогли расшифровать механизмы лечебного действия мануальной медицины. Дегенеративно-дистрофические изменения в тканях позвоночника (остеохондроз) носят системный характер. Остеохондроз выявляется как в сегментах позвоночника, на уровне которых есть неврологическая симптоматика, так и в сегментах, со стороны которых пациент жалоб не предъявляет. На основании проведённых исследований был описан механизм сублюксационного фасеточного синдрома, который лежит в основе большинства вертеброневрологических расстройств.